# Liwa Chamal al-Democrati
Le Liwa Chamal al-Democrati (arabe : لواء الشمال الديمقراطي, la « Brigade démocratique du Nord ») est un groupe rebelle de la guerre civile syrienne.

## Histoire

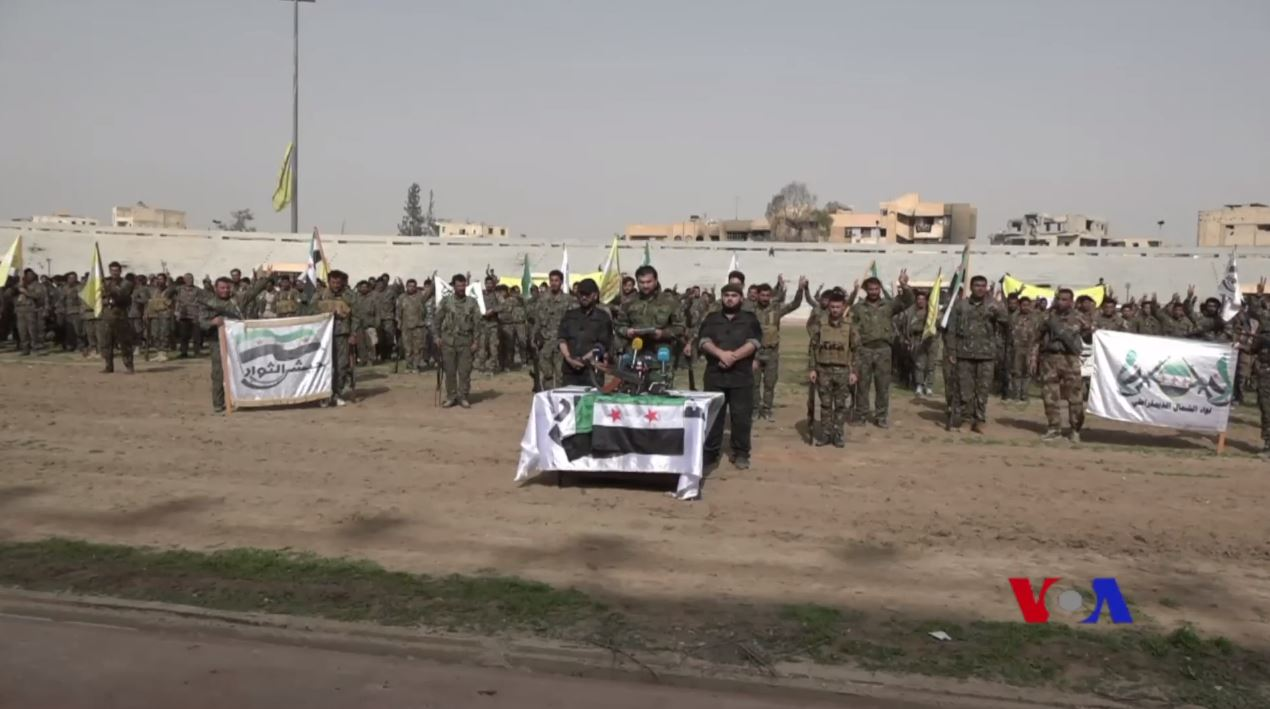
Des combattants de Jaych al-Thuwar et du Liwa Chamal al-Democrati, intégrés aux Forces démocratiques syriennes, le 6 mars 2018, dans le stade de Raqqa, annonçant leur départ à Afrine pour affronter l'armée turque.

Le groupe est affilié aux Forces démocratiques syriennes. Bien que se réclamant de l'Armée syrienne libre (ASL), en 2018 le groupe prend part à la bataille d'Afrine aux côtés des YPG contre l'armée turque et les groupes de l'ASL qui lui sont alliés.
En 2024, il participe à l'Offensive rebelle de 2024 en Syrie aux côtés des Forces démocratiques syriennes.